# Bear (história em quadrinhos)

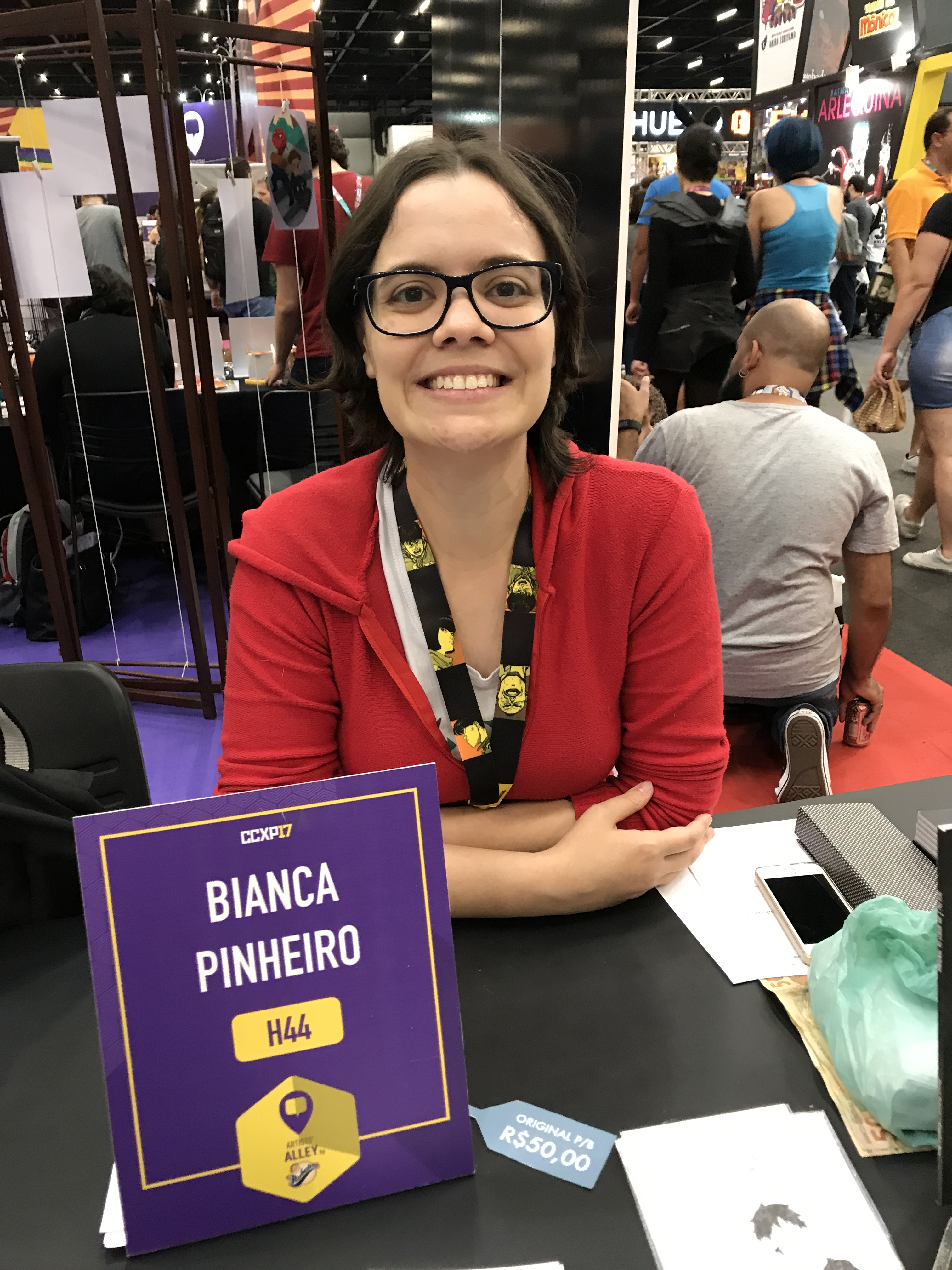
Bianca Pinheiro, a autora de Bear.

Bear é uma história em quadrinhos escrita e ilustrada por Bianca Pinheiro, publicada inicialmente como webcomic e lançada em livros pela Editora Nemo. A história acompanha Raven, uma garota de idade não identificada, que se perde numa floresta, e Dimas, um urso decide ajudá-la.

## Sinopse
Ela conta as aventuras da pequena Raven, uma menina com poderes mágicos (que fazem seus desenhos se tornarem objetos de verdade) que está atrás de seus pais, depois de se distrair com uma borboleta e se perder numa floresta. Ao entrar numa caverna, ela encontra-se com Dimas, um urso mal-humorado que, apesar de rabugento, não consegue deixar Raven sair sozinha pela aquela floresta, e resolve acompanhá-la. 
No enredo de Bear encontramos referências a personagens da cultura pop e nerd, como Harry Potter, O Quinto Elemento, A Lenda de Zelda, Hora da Aventura e A Viagem de Chihiro.

## Recepção
No site Nuvem Literária, é dito que "O bom humor é algo intrínseco à leitura desse HQ, seja por forma de sarcasmo, ironia ou até mesmo nas caretas que o Dimas faz. Além das inúmeras referências à cultura pop. Me peguei dando boas gargalhadas lendo “Bear”!". 
Já na resenha de Audaci Junior do site Universo HQ, ele deu quatro de cinco estrelas. Ele explica que "a obra também conquista a atenção dos marmanjos pelo fôlego carregado por sua inteligente simplicidade (sem ser simplória) e pela pegada pop.[...] O que predomina, além do bom humor, é o tom de fábula. A dupla [...] se depara com o primeiro desafio: sair de uma cidade cuja moeda de troca de informações se dá por resolver enigmas.". 